# Kalju Lepik
Kalju Lepik (Koeru, 1920. október 7. – Tallinn, 1999. május 30.) észt költő.

## Élete és munkássága

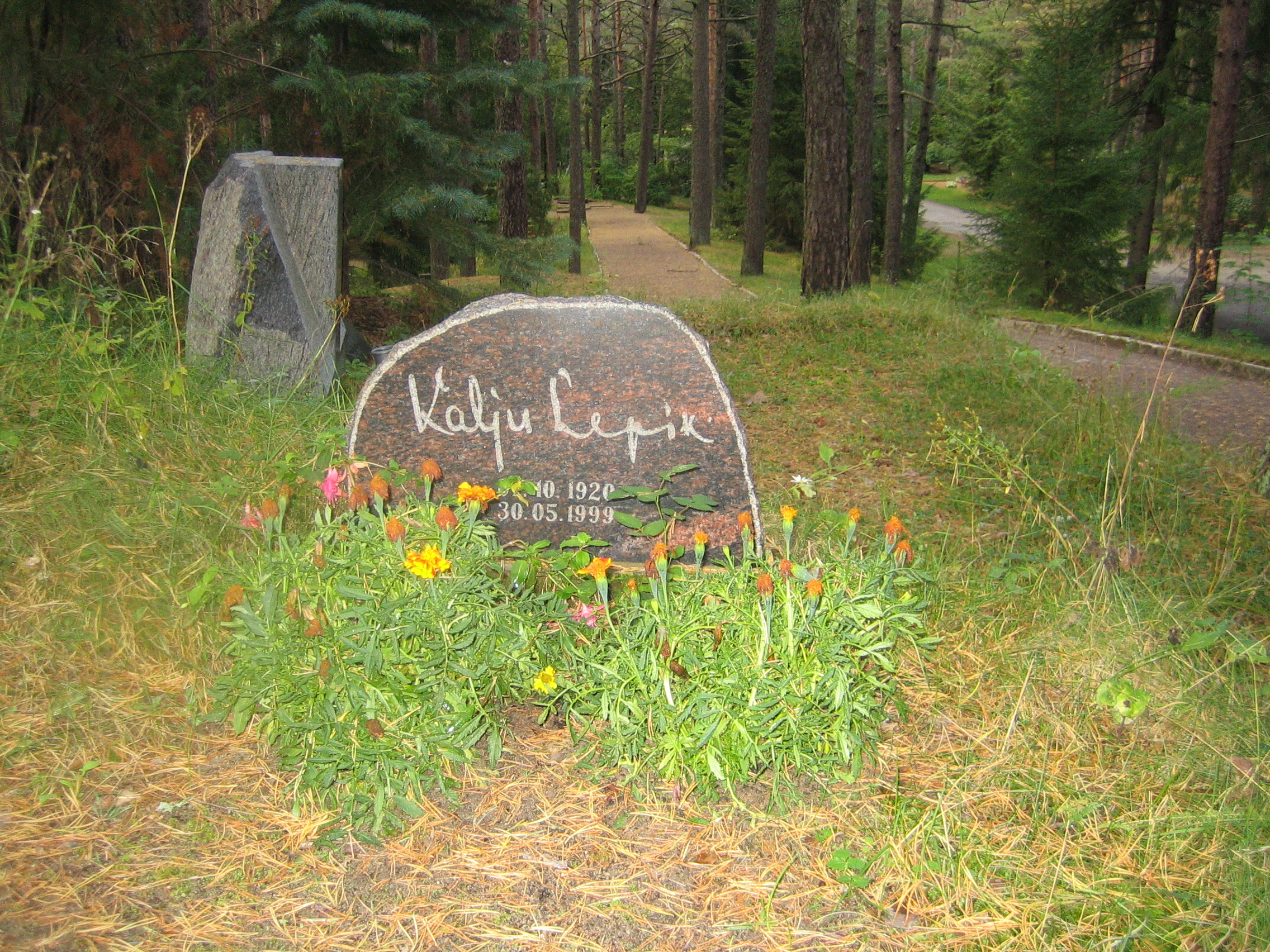
Kalju Lepik síremléke

Tanulmányait a Tartui Egyetem bölcsészkarán kezdte 1942-ben, de két évvel később behívták katonának a német hadseregbe. Svédországba került, így a stockholmi egyetemen folytatta félbehagyott tanulmányait. Később is Stockholmban élt szabadfoglalkozású íróként. A hazai lapokban már középiskolás korában elkezdett publikálni. Eleinte a realista líra felé hajlott, majd a szimbolikus költészet tett rá erősebb hatást. Később ismét a közérthetőség, már-már népdalszerű egyszerűség, letisztultság jellemzi gyakran szatirikus verseit. 1965-ben adták ki hazájában egy kötetnyi versét. Magyarul hat költeménye jelent meg.